# Lisie Jamy (województwo pomorskie)
Lisie Jamy (dodatkowa nazwa w j. kaszub. Lësé Jamë) – wieś w Polsce, położona w województwie pomorskim, w powiecie kartuskim, w gminie Sierakowice.
Wieś leży na Pojezierzu Kaszubskim. Wchodzi w skład sołectwa Długi Kierz.
W latach 1975–1998 Lisie Jamy administracyjnie należała do województwa gdańskiego.
Przed 2023 r. miejscowość była część wsi Długi Kierz.
W użyciu również wariant nazewniczy Lisia Jama.